# あずき友里
あずき 友里（あずき ゆり、2月6日 - ）は、日本の漫画家。東京都出身。血液型はO型。趣味は国内旅行。

## 来歴
2016年、『ちゃおデラックス』（小学館）3月号に掲載された『オトメ☆コンプレックス』でデビュー。
2020年、『ちゃお』（同）2月号に『名探偵は三姉妹!?』の読み切りが掲載され、8月号から連載が開始。2021年、同誌8月号より『ディアバディ〜きずな動物病院〜』の連載を開始。2022年、同誌2023年1月号より『初恋わんチャンス』の連載を開始。2023年、同誌7月号より『ビリドル革命!!』の連載を開始。2024年、同誌8月号より『月宮くんちのキョーダイ事情』の連載を開始。

## 作品リスト

### 連載
- くるくる!チェンジライフ（『ちゃお』2018年1月号 - 2018年3月号）
- 名探偵は三姉妹!?（『ちゃお』2020年2月号[2]、2020年8月号[2] - 2020年10月号、2021年2月号 - 2021年4月号[7]）
- ディアバディ〜きずな動物病院〜（『ちゃお』2021年8月号[3] - 2022年4月号）
- 初恋わんチャンス（『ちゃお』2023年1月号[4] - 2023年3月号[8]）
- ビリドル革命!!（『ちゃお』2023年7月号[5] - 2023年9月号[9]）
- 教えてください！　白洲くん（『ちゃおプラス』2023年11月14日 - 連載中）
- 月宮くんちのキョーダイ事情（『ちゃお』2024年8月号[6] - 2024年10月号[10]、2025年2月号[11] - 2025年4月号[12]）

### 読み切り
- オトメ☆コンプレックス（『ちゃおデラックス』2016年3月号）
- きみへチアエール！（『ちゃお』2016年8月号）
- この恋ゼッタイ叶えます！
- まきのどうぶつダイアリー（『ちゃおデラックス』2017年1月号） - 『ぎゅっとしたいの！』収録[13]
- ファイティング⭐︎ガール！！（『ちゃおデラックス』2017年7月号）
- 人面犬
- 王子様とドリームデイズ♥（『ちゃおデラックス』2017年9月号）
- やんちゃ姫のヒミツ☆（『ちゃおデラックス』2018年11月号[14]）
- わたしの小さな魔法つかい☆（『ちゃおデラックス』2019年3月号[15]）
- 未来へのルート（『ちゃおデラックス』2019年5月号[16]）
- 運命の悪魔くん♥（『ちゃおデラックス』2019年11月号[17]）
- うぶキス（『ちゃおデラックス』2020年1月号[18]） - 『初カレ〜片想い卒業しました〜』収録[19]
- リップスティックキス（『ちゃおデラックス』2020年3月号[20]）
- 空から初恋してました（『ちゃおデラックス』2020年7月号[21]）
- 極道ガール！（『ちゃおデラックス』2022年9月号[22]）
- 悪役なのでヒロインの好きな人を奪います（『ちゃおデラックス』2023年7月号[23]）
- 魔女っ子ルルは一線を越えたい（『ちゃおデラックス』2023年11月号[24]）
- 好きって言って、瑞希くん。（『ちゃおデラックス』2024年3月号[25]）
- 陰キャちゃんフォーリンラブ（『ちゃお』2024年5月号[26]）
  - 陰キャちゃんフォーリンラブ-after-（『ちゃおデラックス』2024年7月号[27]）

### 書籍
- 『くるくる!チェンジライフ』小学館〈ちゃおコミックス〉、2018年4月27日発売[28]、全1巻
- 『名探偵は三姉妹!?』小学館〈ちゃおコミックス〉、2020年[29] - 2021年[30]、全2巻
- 『ディアバディ〜きずな動物病院〜』小学館〈ちゃおコミックス〉、2021年[31] - 2022年[32]、全2巻
- 『初恋わんチャンス』小学館〈ちゃおコミックス〉、2023年5月25日発売[33]、全1巻